# Amazing Island
 (juillet 2019).
Si vous disposez d'ouvrages ou d'articles de référence ou si vous connaissez des sites web de qualité traitant du thème abordé ici, merci de compléter l'article en donnant les références utiles à sa vérifiabilité et en les liant à la section « Notes et références ».
Amazing Island, paru au Japon sous le titre Kaijuu no Shima: Amazing Island (カイジュウの島 ～アメージングアイランド～, lit. "Island of Monsters: Amazing Island"), est un jeu vidéo d'action-aventure. Le jeu a été développé par Ancient et Hitmaker, puis édité par Sega sur GameCube. Il est uniquement disponible au Japon et aux États-Unis.